# Tatosoma timora
Tatosoma timora är en fjärilsart som beskrevs av Edward Meyrick 1885. Tatosoma timora ingår i släktet Tatosoma och familjen mätare. Inga underarter finns listade i Catalogue of Life.